# Pałac w Łomnicy (powiat zgorzelecki)
Pałac w Łomnicy – zabytkowy pałac w Łomnicy – wsi w Polsce, w województwie dolnośląskim, w powiecie zgorzeleckim, w gminie Zgorzelec.

## Opis
Pałac wybudowany w 1732 na planie litery U. Szczyt lewego skrzydła (od strony dziedzińca) ozdobiony herbem Georga von Seidel, który wzniósł barokowy pałac. Na dwukondygnacyjnej wieży, do piętra czterobocznej, wyżej okrągłej znajduje się kartusz z herb  książąt legnickich. Poniżej herbu dwie tablice z inskrypcjami w j. łac. , pierwsza: 

ISTA PIUS STRUXIT GOETRERGE TECTA SENAT US DECLARANS DUCIBUS PECTORA GRATA SUIS
 (Ten dom zbudował pobożny tajny radca i ogłosił, że odważny książę jest mile widziany)

druga: 

HOC IGITUR PACTO LAUDEM GRATESQUE MERETUR NOMEN ET A SERA POSTERITATE FERET
 (Jego zatem godzi się chwalić i okazywać wdzięczność za zasługi a imię dla potomnych zachować)

Obiekt jest częścią zespołu pałacowego, w skład którego wchodzą jeszcze: park, zabudowania gospodarcze z XVIII-XIX w.

## Galeria

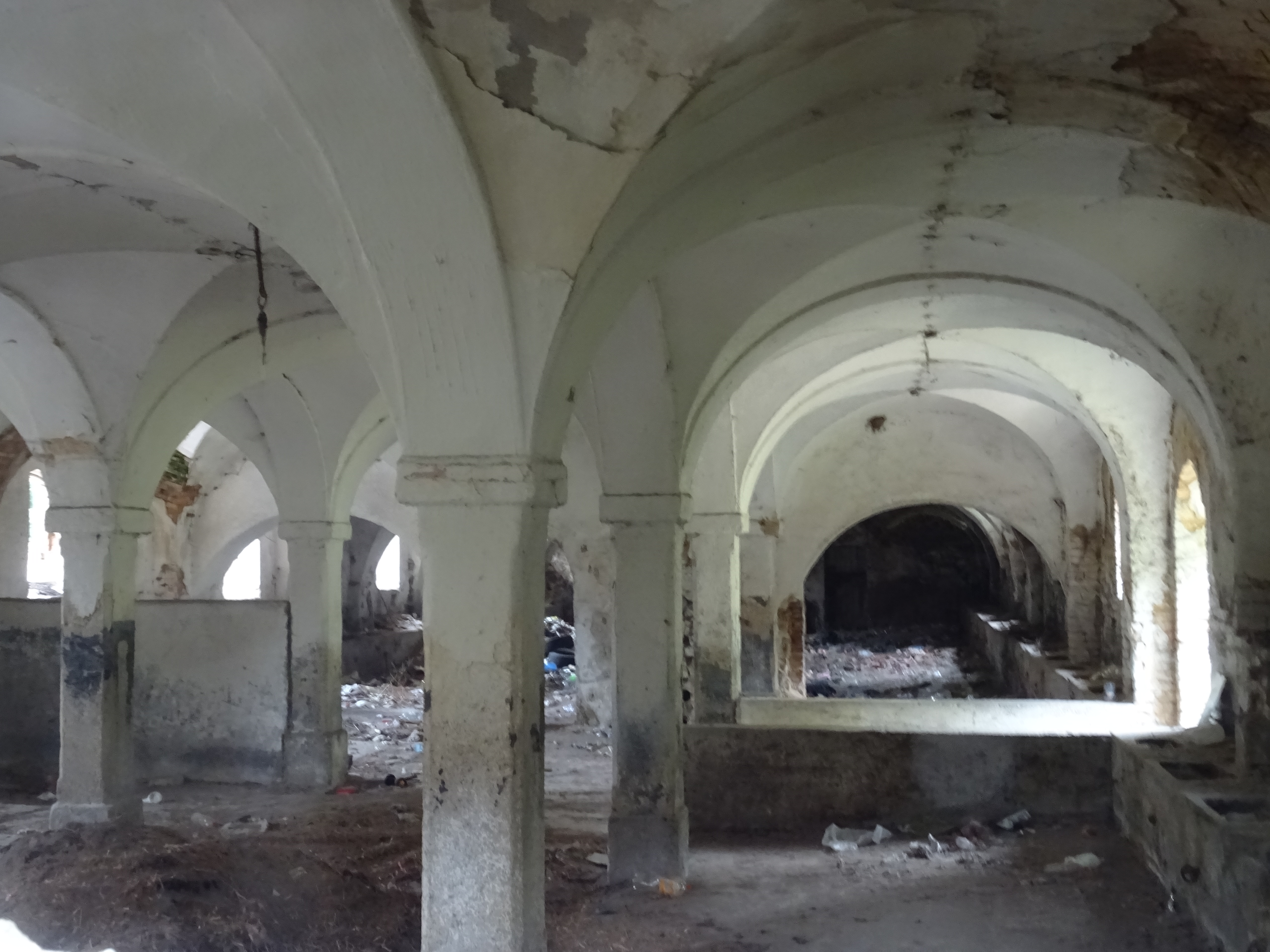
Wnętrze zabudowań folwarcznych
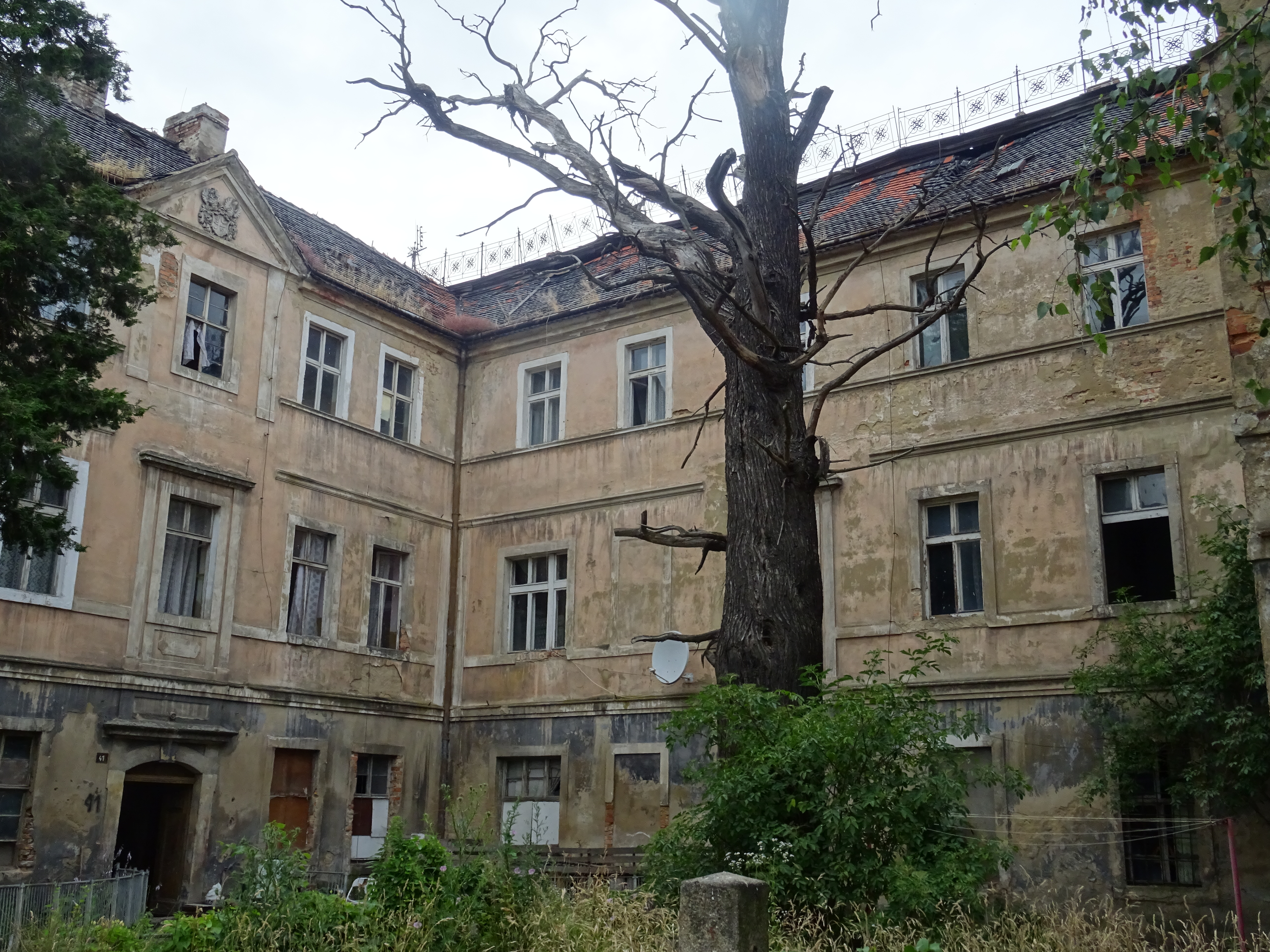
Lewe skrzydło pałacu
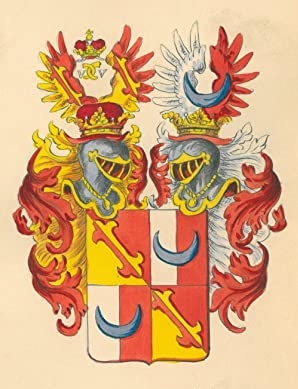
Herb Seidel (szczyt)
Herb ks. legnickich